# یاشا خلیلی
یاشا خلیلی (زاده ۲۷ آوریل ۱۹۸۸) یک بازیکن فوتبال است که در تیم مس کرمان مصدوم شده است و در پایه های تیم مس مشغول مربیگری است. 